# Reacción de Arens-van Dorp
La reacción de Arens-van Dorp o síntesis de Arens-van Dorp es un método de síntesis donde se hace reaccionar previamente un alquinil alquil éter con una base fuerte. Posteriormente, el alquinuro formado reacciona con el carbonilo de una cetona. El producto es un alcohol propargílico. Las bases más utilizadas son el amiduro de litio u organolitios (por ejemplo, el n-butilitio). Esta reacción es homóloga a una reacción de Grignard. 
En la Modificación de Isler el alquinil éter es reemplazado por un éter β-clorovinílico en amiduro de litio.